# تکه‌های یک زن
تکه‌های یک زن (انگلیسی: Pieces of a Woman) فیلم درام به کارگردانی کورنل موندروتسو و نویسندگی کاتا وبر است. این فیلم در ۴ سپتامبر ۲۰۲۰ در بخش اصلی هفتاد و هفتمین دوره جشنواره بین‌المللی فیلم ونیز به نمایش درآمد.
در این فیلم ونسا کربی، شایا لباف و الن برستین بازی می‌کنند و اولین تجربه ساخت یک فیلم به زبان انگلیسی برای کورنل موندروتسو است. وی با فیلم «خدای سفید» برنده جایزه نوعی نگاه جشنواره کن شده بود.

## داستان
مارتا و شان، زوجی جوان هستند که در آستانه پدر و مادر شدن قرار دارند، اما سهل‌انگاری پرستار باعث می‌شود فرزندشان را هنگام زایمان از دست بدهند. مارتا با داغ از دست دادن فرزندش یک سفر احساسی را آغاز می‌کند. از طرف دیگر پرستار پس از این اتفاق به سهل‌انگاری در زایمان در خانه متهم می‌شود و زندگی‌اش از هم می‌پاشد. همزمان شان نیز که شغلش مربوط به ساخت و ساز پل است از این وضعیت متأثر می‌شود. 

## واکنش‌ها
- مارتین اسکورسیزی که نامش جزو تهیه‌کنندگان اجرایی این فیلم آمده‌است در متنی دربارهٔ فیلم نوشت:

خوب است که بتوانید فیلمی را تماشا کنید که شما را غافلگیر کند. این افتخاری است که کمک کنم تا این فیلم همان‌طور که شایسته‌اش است، مخاطبان بیشتری به دست آورد. «تکه‌های یک زن» از نظر من یک تجربه سینمایی عمیق و منحصر به فرد بود. با تماشای فیلم حس می‌کنی به یک گرداب بحران خانواده‌ای افتاده‌ای و با همه افرادش به صورت اخلاقی درگیر شده‌ای و در حالی که به همه کشش داری اما از قضاوت دوری."